# Vita husets rosenträdgård

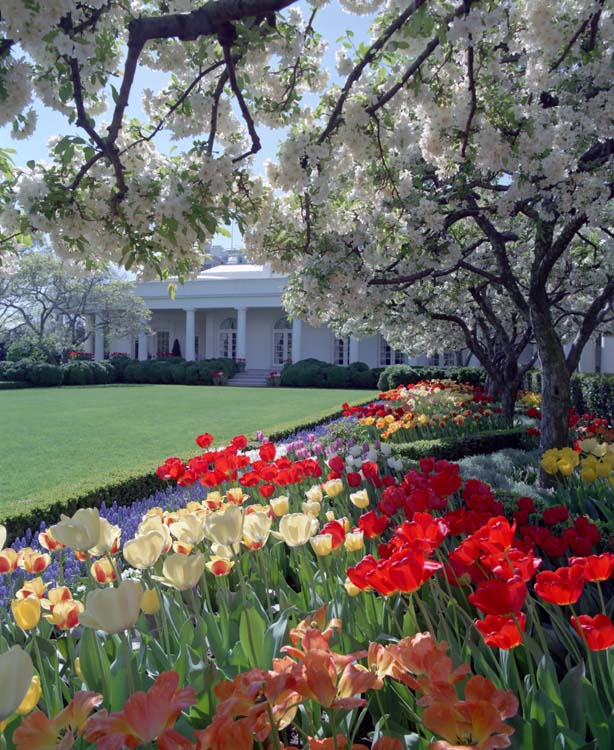
Vita husets rosenträdgård anno 1988.

Vita husets rosenträdgård (engelska: White House Rose Garden) är en trädgård utanför Ovala rummet och Västra flygeln i Vita huset i Washington, D.C.,  USA.
Rosenträdgården ligger på motsatt sida av Jacqueline Kennedys trädgård på östra sidan om residenset (huvudbyggnaden). Dess storlek är 38 meter gånger 18 meter vilket ger en yta om 684m².  
Den nuvarande trädgården har funnits sedan 1913, då den grundades av Ellen Louise Axson Wilson (Woodrow Wilsons fru) på platsen där en tidigare koloniträdgård grundades av Edith Roosevelt (fru till Theodore Roosevelt) 1902.

### Fotnoter
1. ↑  ”The Rose Garden” (på engelska). White House Museum. http://www.whitehousemuseum.org/grounds/rose-garden.htm. Läst 9 november 2015.